# True Kings of Norway
True Kings of Norway este o compilație alcătuită din 5 EP-uri, fiecare EP aparținând unei formații de black metal din Norvegia. În broșură este inclusă o schemă care detaliază cariera muzicală a fiecărui membru din fiecare formație, precum și legăturile dintre ei.

## Lista pieselor
Emperor - As the Shadows Rise
1. "The Ancient Queen" - 03:41
2. "Witches Sabbath" - 05:56
3. "Lord Of The Storms (Evil Necro Voice from Hell Remix)" - 01:57

Immortal - Immortal
1. "Diabolical Fullmoon Mysticism" - 00:40
2. "Unholy Forces Of Evil" - 04:27
3. "The Cold Winds Of Funeral Frost" - 03:44

Dimmu Borgir - Inn i evighetens mørke
1. "Inn i evighetens mørke (Part 1)" - 05:25
2. "Inn i evighetens mørke (Part 2)" - 02:07
3. "Raabjørn speiler draugheimens skodde" - 05:03

Ancient - Det glemte riket
1. "Det glemte riket" - 06:53
2. "Huldradans" - 05:56

Arcturus - My Angel
1. "My Angel" - 05:55
2. "Morax" - 06:25